# Cách mạng Đại Tây Dương
Cách mạng Đại Tây Dương (22 tháng 3 năm 1765 – 4 tháng 12 năm 1838) là một chuỗi các cuộc cách mạng ở Châu Mỹ và Châu Âu bắt đầu vào cuối thế kỷ 18 và đầu thế kỷ 19. Sau Thời kỳ Khai sáng, những ý tưởng chỉ trích các chế độ quân chủ chuyên chế bắt đầu lan rộng. Một làn sóng cách mạng đã sớm xảy ra, với mục đích nhằm chấm dứt chế độ quân chủ, nhấn mạnh các lý tưởng của Phong trào Khai sáng và truyền bá chủ nghĩa tự do.
Năm 1755, những dấu hiệu thay đổi chính phủ ban đầu xuất hiện với sự hình thành của Cộng hòa Corse và Chiến tranh Pontiac. Cuộc cách mạng lớn nhất trong những cuộc cách mạng ban đầu này là Cách mạng Mỹ bắt đầu vào năm 1765, khi những người dân thuộc địa Hoa Kỳ cảm thấy rằng họ bị đánh thuế mà không có đại diện trong Quốc hội Anh, và thành lập nên Hợp chủng quốc Hoa Kỳ sau khi đánh bại người Anh. Cách mạng Hoa Kỳ đã truyền cảm hứng một phần cho các phong trào khác, bao gồm Cách mạng Pháp năm 1789 và Cách mạng Haiti năm 1791. Các cuộc cách mạng này đã được truyền cảm hứng từ quyền tự do cá nhân và quyền sở hữu tài sản—một ý tưởng được truyền bá bởi Edmund Burke —và bởi sự bình đẳng của tất cả mọi người, một ý tưởng được thể hiện trong các hiến pháp được viết ra như là kết quả của các cuộc cách mạng này.

## Lịch sử

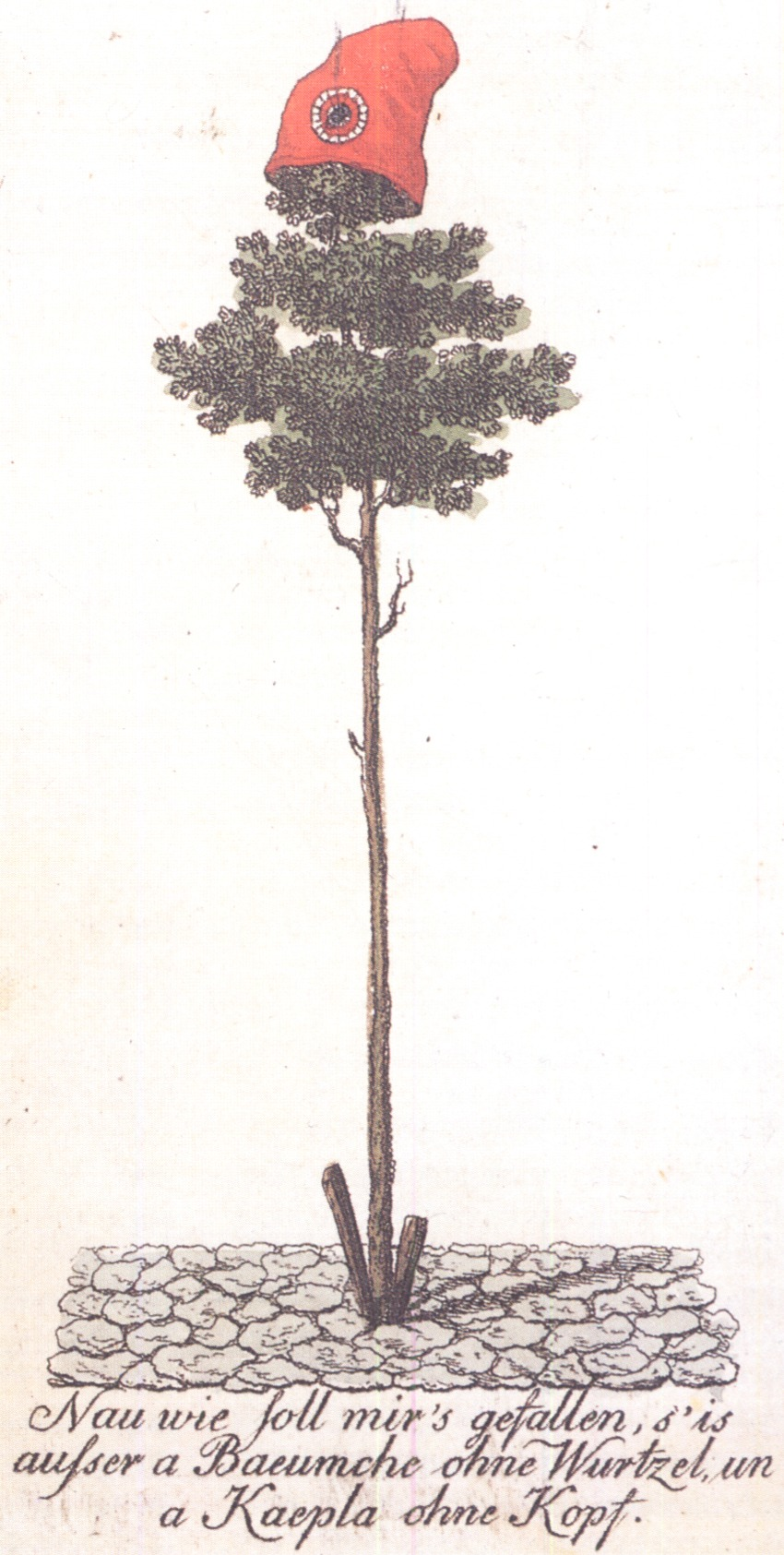
Bức tranh Cây tự do trên đỉnh có chiếc mũ Phrygian được dựng tại Mainz năm 1793. Những biểu tượng này đã được sử dụng cho một số phong trào cách mạng thời bấy giờ.

Các cuộc cách mạng này diễn ra ở cả Châu Mỹ và Châu Âu, bao gồm Hoa Kỳ (1765–1783), Liên bang Ba Lan và Lietuva (1788–1792), Pháp và cả Châu Âu do Pháp kiểm soát (1789–1814), Haiti (1791–1804), Ireland (1798) và Châu Mỹ thuộc Tây Ban Nha (1810–1825). Có những biến động nhỏ hơn ở Thụy Sĩ, Nga và Brazil. Các nhà cách mạng ở mỗi quốc gia đều biết về những quốc gia khác và ở một mức độ nào đó, họ được truyền cảm hứng hoặc bắt chước.
Các phong trào giành độc lập ở Tân Thế giới bắt đầu với cuộc Cách mạng Mỹ, 1765 – 1783, trong khi đó, Pháp, Hà Lan và Tây Ban Nha đã hỗ trợ Hoa Kỳ mới khi quốc gia này giành được độc lập khỏi Anh. Vào những năm 1790, Cách mạng Haiti nổ ra. Với việc Tây Ban Nha bị ràng buộc trong các cuộc chiến tranh ở châu Âu, vì vậy các thuộc địa ở Tây Ban Nha trên toàn lục địa đã giành được độc lập vào khoảng những năm 1820.

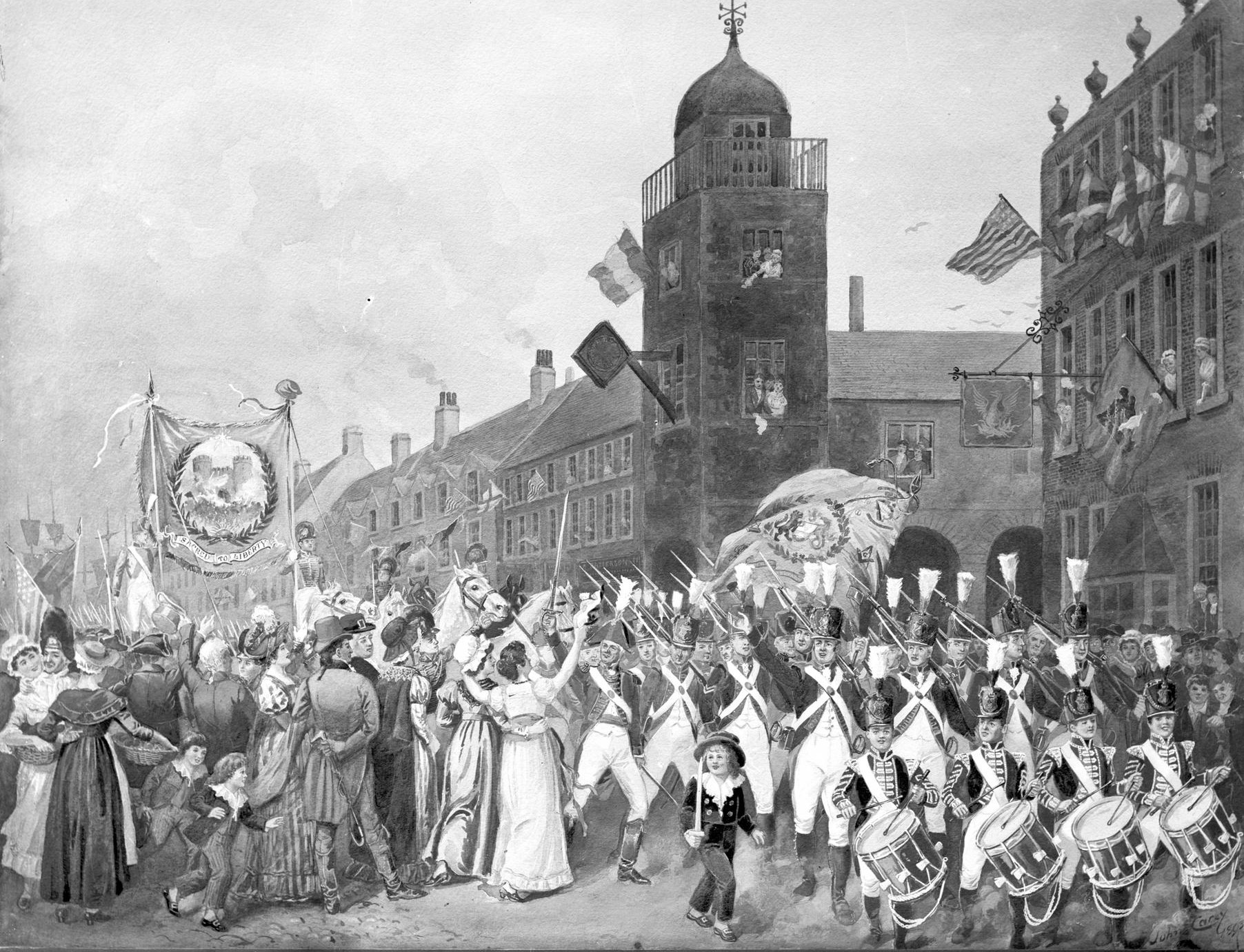
Ngày Bastille, 1792, tại Belfast, Ireland. Các công ty tình nguyện diễu hành "Sắc màu của Năm Quốc gia Tự do, với ý nghĩa: Quốc kỳ Ireland – khẩu hiệu, Đoàn kết và tự do. Quốc kỳ Hoa Kỳ – khẩu hiệu, Nơi trú ẩn của Tự do. Quốc kỳ Pháp – khẩu hiệu, Quốc gia, Luật pháp và Nhà vua. Quốc kỳ Ba Lan – khẩu hiệu, Chúng tôi sẽ hỗ trợ nó. Quốc kỳ Vương quốc Anh – khẩu hiệu, Trí tuệ, Tinh thần và Tự do."

Về lâu dài, các cuộc cách mạng hầu như đều thành công. Họ đã truyền bá rộng rãi những lý tưởng của chủ nghĩa tự do, chủ nghĩa cộng hòa, lật đổ các tầng lớp quý tộc, vua chúa và cả các nhà thờ lâu đời. Họ đã nhấn mạnh những lý tưởng phổ quát từ Phong trào Khai sáng, chẳng hạn như sự bình đẳng cho tất cả mọi người, bao gồm cả công lý bình đẳng trước pháp luật bởi các tòa án, không vụ lợi trái ngược với công lý cụ thể được truyền lại theo ý thích của một quý tộc địa phương. Họ đã chỉ ra rằng khái niệm hiện đại về cuộc cách mạng, bắt đầu từ một chính phủ hoàn toàn mới, thực sự có thể hoạt động trong thực tế. Tinh thần cách mạng đã ra đời và tiếp tục phát triển cho đến ngày nay.
Chủ đề Đại Tây Dương chung đã bị phá vỡ ở một mức độ nào đó khi đọc các tác phẩm của Edmund Burke. Burke lần đầu ủng hộ những người thuộc địa Mỹ vào năm 1774 trong tác phẩm "Về Thuế Mỹ", và cho rằng những tài sản và các quyền khác của họ đang bị vương miện xâm phạm mà không có sự đồng ý của họ. Ngược lại rõ ràng, Burke phân biệt và chỉ trích về quá trình cách mạng Pháp trong tác phẩm Những suy ngẫm về Cách mạng Pháp (1790), bởi vì trong trường hợp này, tài sản, các quyền theo phong tục và tôn giáo đã bị những người cách mạng loại bỏ ngay lập tức chứ không phải bởi vương miện. Trong cả hai trường hợp, ông đều tuân theo lý thuyết của Montesquieu rằng quyền sở hữu tài sản là một yếu tố thiết yếu của tự do cá nhân.

## Những cuộc cách mạng quốc gia
- Cách mạng Corse (1755–1769)
- Chiến tranh Pontiac (1763–1766)
- Cách mạng Mỹ (1765 – 1783)
- Cách mạng Genève (1782)
- Chiến tranh Tây Bắc Ấn Độ (1785–1795)
- Nổi dậy yêu nước Hà Lan (1785)
- Cách mạng Pháp (1789 – 1799)
- Cách mạng Liège (1789 – 1795)
- Cách mạng Brabant (1790)
- Cách mạng Haiti (1791 – 1804)
- Tại Quần đảo Virgin thuộc Anh, những cuộc nổi dậy nhỏ của nô lệ đã xảy ra vào những năm 1790, 1823 và 1830.
- Chiến tranh Ba Lan bảo vệ hiến pháp (1792) và Khởi nghĩa Kościuszko (1794)
- Stäfner Handel ở bang Zürich, Thụy Sĩ (1794–1795)
- Cách mạng Batavia (1795)
- Nổi dậy nô lệ Curaçao (1795)
- Chiến tranh Bush, Saint Lucia (1795)
- Nổi dậy Fédon, Grenada (1796)
- Chiến tranh Maroon lần thứ hai, Jamaica (1795–1796)
- Chiến tranh Caribê lần thứ hai, Saint Vincent (1795–1797)
- Nổi dậy Scotland 1797 (1797)
- Nổi dậy Ireland 1798 (1798)
- Cách mạng Helvetic (1798)
- Cách mạng Altamuran (1799)
- Fulani Jihad (1804–1808), thành lập Sokoto Caliphate
- Nổi dậy Bờ biển Đức 1811 (1811, Louisiana)
- Chiến tranh giành độc lập Na Uy (1814)
- Khởi nghĩa tháng Chạp (1825) và Nổi dậy Trung đoàn Chernigov (1825–1826)
- Khởi nghĩa Thượng và Hạ Canada (1837–1838)
- Chiến tranh giành độc lập châu Mỹ Tây Ban Nha
  - Phong trào cách mạng Brasil
    - Âm mưu Minas ở Minas Gerais, Brasil (1789)
    - Khởi nghĩa Bahia (Conjuração Baiana) ở Bahia, Brasil (1798)
    - Khởi nghĩa Pernambuco ở Pernambuco, Brasil (1817)
    - Chiến tranh giành độc lập Brasil (1821 – 1824)

  - Nổi dậy José Leonardo Chirino, Venezuela (1795)
  - Chiến tranh giành độc lập châu Mỹ Tây Ban Nha (1808 – 1833)
    - Chiến tranh giành độc lập Argentina
      - Cách mạng Tháng Năm (Argentina và các nước láng giềng, 1810)
      - Cách mạng Phương Đông (Uruguay, 1811)

    - Chiến tranh giành độc lập Chile
    - Chiến tranh giành độc lập Peru
    - Chiến tranh giành độc lập Bolivia
    - Binh nghiệp của Simón Bolívar (Bắc và Tây Nam Mỹ)
    - Chiến tranh giành độc lập Ecuador
    - Patria Boba (Colombia)
    - Chiến tranh giành độc lập Venezuela
    - Chiến tranh giành độc lập Mexico (1810–1821)

Những chủ đề kết nối khác nhau giữa các cuộc nổi dậy khác nhau này bao gồm mối quan tâm đến "Nhân Quyền" và quyền tự do cá nhân; một lý tưởng (thường dựa trên John Locke hoặc Jean-Jacques Rousseau) về phổ biến chủ quyền; niềm tin vào một "khế ước xã hội", do đó thường được hệ thống hóa trong các hiến pháp thành văn bản; một phức hợp nhất định của niềm tin tôn giáo thường được liên kết với thần giáo tự nhiên hoặc thuyết bất khả tri của Voltaire, và được đặc trưng bởi sự tôn kính của lý trí; ghê tởm về chế độ phong kiến và thường là chế độ quân chủ. Cách mạng Đại Tây Dương cũng có nhiều biểu tượng được chia sẻ, bao gồm cái tên "Yêu nước" được rất nhiều nhóm cách mạng sử dụng; khẩu hiệu "Tự do"; mũ tự do; Nữ thần Tự do hay Marianne; cây tự do hoặc cột tự do, v.v.

## Những nhân vật hay phong trào
- George Washington (Hoa Kỳ)
- John Adams (Hoa Kỳ)
- Thomas Jefferson (Hoa Kỳ)
- Alexander Hamilton (Hoa Kỳ)
- Benjamin Franklin (Hoa Kỳ)
- Những đứa con của tự do (Bắc Mỹ)
- Maximilien Robespierre (Pháp)
- Hầu tước de Lafayette (Pháp và Bắc Mỹ)
- Georges Danton (Pháp)
- Napoléon Bonaparte (Pháp và hầu hết châu Âu)
- Câu lạc bộ Jacobin (Pháp, 1789–1794)
- Société des Amis des Noirs (Pháp)
- Những người yêu nước (Hà Lan)
- Richard Price và Joseph Priestley (Anh)
- Thomas Paine (Anh và Bắc Mỹ)
- Hiệp hội những người bạn của nhân dân (Anh, 1792-)
- Hiệp hội Tương ứng Luân Đôn (Vương quốc Anh)
- Hiệp hội người Scotland thống nhất (Scotland)
- Cuộc binh biến Nore (Anh)
- Hiệp hội những người Anh thống nhất
- Wolfe Tone (Ireland)
- Hiệp hội người Ireland thống nhất (Ireland, 1791–1804)
- Nhà Nghỉ Lautaro
- Pasquale Paoli (Corsica)
- Usman Dan Fodio (Tây Phi)
- Charles Deslondes (Bờ biển Đức)
- Francisco de Miranda
- Société des Fils de la Liberté (Canada)
- Louis-Joseph Papineau (Canada)
- William Lyon Mackenzie (Canada)
- Samuel Lount (Canada)
- John Lambton (Canada, Vương quốc Anh)
- Tadeusz Kościuszko
- Toussaint Louverture (Haiti)
- Infifiência Mineira (Brasil, 1789)
- Conjuração baiana (Brasil, 1798)
- Simón Bolívar (Venezuela, Colombia, Ecuador, Peru, Bolivia)
- José de San Martín (Argentina, Chile, Peru)
- José Gervasio Artigas (Uruguay, Argentina)
- José María Morelos (Mexico)
- Miguel Hidalgo y Costilla (Mexico)
- Agustín de Iturbide (Mexico)
- Vicente Guerrero (Mexico)